# Sadocus polyacanthus
Sadocus polyacanthus is een hooiwagen uit de familie Gonyleptidae.